# تشریفات
تشریفات فیلمی به کارگردانی مهدی فخیم زاده و نویسندگی رضا میرلوحی، مهدی فخیم زاده محصول سال ۱۳۶۴ است.

## خلاصه داستان
جوانی مشهور به حسن مطرب برای دزدی وارد خانه‌ای می‌شود. در خانه مجاور روحانی ای به نام توحید با موعظه‌های خود گروهی از اهالی محل را بر ضد نظام سلطنتی می‌شوراند. پلیس امنیتی برای دستگیری توحید به محله هجوم می‌آورد. در این میان حسن نیز بازداشت می‌شود و در زندان به دلیل شباهت به روحانی شکنجه می‌شود. بازجو پی می‌برد که او توحید نیست، با اجبار و شکنجه و تهدید به مرگ او را به هیت توحید درمی‌آورند و در یک مصاحبه تلویزیونی شرکت می‌دهند. حسن مطرب که نقش خود را به خوبی بازی کرده‌است از زندگی مرفهی برخوردار می‌شود، اما به دنبال برخوردهای مردم کوچه و بازار و پدر توحید، که در زندان با او آشنا شده، از کرده خود پشیمان می‌شود و علیه نظام سلطنتی سخنرانی می‌کند. پلیس او را دستگیر و اعدام می‌کند.

## بازیگران
- مهدی فخیم زاده
- احمد هاشمی
- علی شعاعی
- مهوش صبرکن
- نعمت حقیقی
- احمد قدکچیان
- رحیم هودی
- هوشنگ نیکرفتار
- جواد روشنایی
- افشین ستایشگر
- کاظم صراطی
- محمدرضا یوسفی
- مجتبی هویدی
- داریوش شیروانی
- محمد تهرانی
- رحیم شمشیری
- رحیم دلجو
- جلال عالی فکر
- عزیز خوشرو
- شاپور کوثریان
- رمضان فهیم فر
- حسین موزه
- علی حوتی نژاد
- اصغر مهرجو
- علیرضا یاریگر
- بهزاد کاظمی
- علی سامان فر
- الیاس شهبازی
- اصغر مهارلو
- حسین اسدی
- ایرج قاسمی
- عبداله انتظاری